# Impromptu (film)
Impromptu is een romantische komedie uit 1991. De film is gebaseerd op een scenario van Sarah Kernochan en geregisseerd door James Lapine. De producenten zijn Daniel A. Sherkow en Stuart Oken. De hoofdrolspelers zijn Hugh Grant als Chopin en Judy Davis als George Sand. Impromptu won de filmprijs "Audience Favorite" op het Houston WorldFest Film Festival. De film werd geheel in Frankrijk opgenomen.

## Verhaal
De film beschrijft de komische verwikkelingen rond de romance tussen Chopin en George Sand. Chopin wordt aanbeden door Marie d'Agoult, die tevens de minnares is van Franz Liszt. Marie d'Agoult zet George Sand en Chopin tegen elkaar op.

## Rolverdeling
| Acteur                  | Personage            |
| ----------------------- | -------------------- |
| Judy Davis              | George Sand (Aurora) |
| Hugh Grant              | Frédéric Chopin      |
| Mandy Patinkin          | Alfred de Musset     |
| Bernadette Peters       | Marie d'Agoult       |
| Julian Sands            | Franz Liszt          |
| Ralph Brown             | Eugène Delacroix     |
| Georges Corraface       | Felicien Mallefille  |
| Anton Rodgers           | Graaf D'Antan        |
| Emma Thompson           | Gravin D'Antan       |
| Anna Massey             | George Sands Moeder  |
| David Birkin            | Maurice              |
| Nimer Rashed            | Didier               |
| Fiona Vincente          | Solange              |
| John Savident           | Buloz                |
| Lucy Speed              | Jonge Aurora         |
| Elizabeth Spriggs       | Barones Laginsky     |
| Jezabelle Amato         | Vrouw van herbergier |
| Claude Berthy           | Chopins bediende     |
| André Chaumeau          | Priester             |
| Nicholas Hawtrey        | Filosoof             |
| Isabelle Guiard         | Princes              |
| Fernand Guiot           | Butler               |
| Sylvie Herbert          | Sophie               |
| Annette Milsom          | Ursule               |
| Jean-Michel Dagory      | Herbergier           |
| François Lalande        | Dokter               |
| Ian Marshall de Garnier | Editor               |
| Dale Scott-Giry         | Vrouw op feest       |
| Stuart Seide            | Klerk                |

## Muziek
Chopin:
- Impromptu Nr. 1 in As groot (Op. 29)
- Ballade Nr. 1 in g klein (Op. 23)
- Polonaises Nr. 1 in A groot "Military" (Op. 40, Nr. 1)
- Étude in e klein "Wrong Note" (Op. 25, Nr. 5)
- Prelude in gis klein (Op. 28, Nr. 12)
- Prelude in Des groot ("Regendruppelprelude") (Op. 28, Nr. 15)
- Etude - 12 Études à sop ami Mme la Comtesse d'Agoult Étude in Ges groot "Vlinder" (Op. 25, Nr. 9)
- Etude - 3 Études "Nouvelle Etude" S 2 Nr.3a in f klein
- Étude in cis klein (Op. 10, Nr. 4)
- 3 Mazurkas Nr.1 in Des groot- (Minutenwals)(Op. 64, Nr. 1)
- Fantaisie-Impromptu in cis klein (Op. 66)
- 3 Nocturnes - Nocturne in F groot (Op. 15, Nr. 1)
- Étude in As groot "Aeolian Harp" (Op. 25, Nr. 1)

Liszt:
- Dante Sonate oftewel "Après une Lecture du Dante: Fantasia Quasi Sonata", (publ. 1856), onderdeel van het 'tweede jaar' van de Années de Pèlerinage (S.158)
- Transcendentale Etude Nr. 4 "Mazeppa"
- Grand Galop Chromatique, op. 12, (S.219)

Beethoven:
- Symfonie nr. 6 in F groot "Pastoral"